# Cabeza de guerra BROACH
La cabeza de guerra BROACH es una  cabeza de guerra de varias etapas desarrollado por el Equipo BROACH; BAE Systems Global Combat Systems Munitions, Thales Missile Electronics y QinetiQ. El acrónimo BROACH es por Bomb Royal Ordnance Augmented CHarge (en castellano: Bomba de Royal Ordnace de Carga Aumentada).
El desarrollo de la cabeza de guerra BROACH comenzó en el año 1991 con la participación de British Aerospace RO Defence, Thomson-Thorn Missile Electronics y la DERA.
La cabeza de guerra de dos etapas está compuesta por una carga hueca inicial, la que abre camino a través del blindaje, concreto, tierra, etc., que protege al blanco para permitir el paso de una cabeza de guerra más grande logrando de esta forma que penetre al interior del blanco. El arma está diseñada para permitir a un misil de crucero lograr las capacidades de penetración de blancos protegidos previamente alcanzables solo por el uso de bombas de caída libre guiadas por láser.

## Aplicaciones
- Storm Shadow/SCALP EG
- AGM-154 Joint Standoff Weapon variante de cabeza unitaria (JSOW-C)[2]
- BROACH fue evaluada como una posible cabeza de guerra para el AGM-86D CALCM pero finalmente no fue seleccionada.[3]